# Szulme
Szulme – władca gutejski, następca Zarlagaba, który według Sumeryjskiej listy królów miał rządzić Sumerem przez 6 lat.